# برونو موريتز
برونو موريتز هو لاعب شطرنج إكوادوري، (و. 1898  م).

## وصلات خارجية
- برونو موريتز على موقع مباريات الشطرنج (الإنجليزية)
- برونو موريتز على موقع 365Chess.com (الإنجليزية)
- برونو موريتز سجل أولمبياد الشطرنج على موقع OlimpBase.org (الإنجليزية)